# Alden (villa)
Alden es una villa ubicada en el condado de Erie en el estado estadounidense de Nueva York. En el año 2000 tenía una población de 2 666 habitantes y una densidad poblacional de 378 personas por km².

## Geografía
Alden se encuentra ubicada en las coordenadas 42°54′3″N 78°29′36″O / 42.90083, -78.49333.

## Demografía
Según la Oficina del Censo en 2000 los ingresos medios por hogar en la localidad eran de $41 630, y los ingresos medios por familia eran $51 161. Los hombres tenían unos ingresos medios de $34 821 frente a los $24 245 para las mujeres. La renta per cápita para la localidad era de $20 864. Alrededor del 7.6% de la población estaban por debajo del umbral de pobreza.